# 9 × 23 мм
9×23 mm, также 9×23 mm Steyr, 9 mm Roth-Steyr — австро-венгерский унитарный пистолетный патрон с бесфланцевой гильзой цилиндрической формы с небольшой конусностью, разработанный под принятый на вооружение в 1912 году самозарядный пистолет Steyr M1912. 
Патрон 9x23 Steyr известен с обозначениями:
9x23 Steyr / 9 mm Steyr Mannlicher 1911 / 9 mm Mannlicher / 9 mm Steyr / 9 mm M12 Steyr / 9 mm M12 Scharfe Pistolen Patronen System Steyr / 9 mm Steyr-Hahn / DWM 577 / GR 892 / SAA 5095 / XCR 09 023 CGC 050.

## История
В межвоенный период использовался в вооружённых силах Австрии, Румынии и Чили.
Под этот патрон для австрийской полиции была выпущена модификация пистолетов-пулемётов MP 34.
После происшедшего в 1938 году аншлюса и последовавшего за этим включением австрийской армии в состав Вермахта, многие пистолеты M1912 и пистолеты-пулемёты MP 34 были перестволены под стандартный для Германии патрон 9×19 мм Парабеллум.
По своим характеристикам патрон сходен с 9×23 мм Ларго, однако, из-за разницы в габаритах не взаимозаменяем с ним.

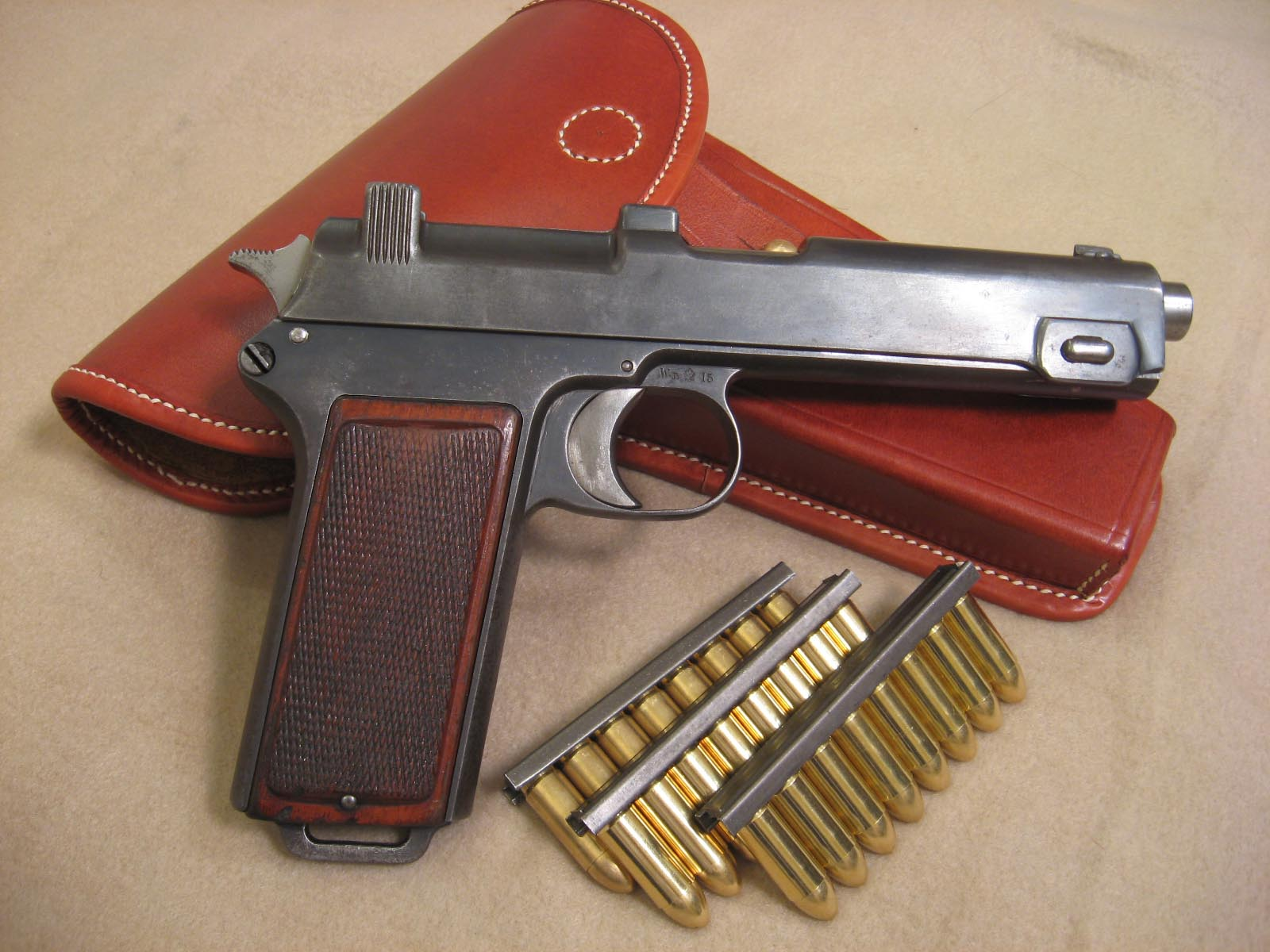
Пистолет Steyr Hahn M1912 и патроны 9×23mm Steyr в обоймах.

В начале XX века многие производители-разработчики пистолетов создавали свои оригинальные патроны под оружие собственных разработок. Не стала исключением и австрийская фирма Österreichische Waffenfabrik Steyr, создавшая в 1911 году пистолет Steyr M1911, также известного как Steyr-Hahn («hahn» – от нем. «курок»).
Пистолет Steyr M1911 разрабатывался для использования в армии Австро-Венгрии и стал одним из первых боевых пистолетов своего времени, использующих мощный патрон с высоким пробивным и останавливающим действием пули.
Специально для пистолета Steyr M1911 был разработан мощный патрон 9 mm Steyr (9х23 мм), который в дальнейшем использовался не только в пистолетах, но и пистолетах-пулеметах. 9x23 mm Steyr оказался очень схожим с патроном 9x23mm Largo (9x23 Bergmann-Bayard), с которым он считается невзаимозаменяемым.
Сам пистолет Steyr M1911 не был сразу принят на вооружение Австро-Венгрии, поэтому был предложен для гражданского рынка оружия. При этом фирмой Steyr были заключены выгодные контракты и налажены широкие поставки Steyr M1911 в Чили и Румынию, где вместе с патроном 9x23 Steyr он был принят на вооружение.
С началом Первой Мировой войны патрон 9x23 Steyr вместе с пистолетом Steyr M1911 с обозначением Steyr M1912 был официально принят и на вооружение Австро-Венгрии.
После окончания Первой Мировой войны и крушения Австро-Венгерской империи патроны 9x23 Steyr состояли на вооружении армий Польши, Венгрии, Австрии, Румынии, Югославии и Чили.
Хотя изначально оружие под этот патрон было предложено для коммерческого рынка оружия сам патрон 9 mm Steyr не получил широкого гражданского распространения, оставшись военным боеприпасом, использовавшимся в основном в Центрально Европе и Южной Америке.
Производство патрона 9x23 Steyr в свое время было налажено в Австрии, Бельгии, Румынии, Чехословакии, Италии, Франции, Германии, Чили.
9 mm Steyr (9x23 Steyr)
Оружие под этот патрон использовалось вплоть до окончания Второй Мировой войны. После войны оружие под патрон 9x23 Steyr (9 mm Steyr) было объявлено устаревшим, а серийное производство патронов прекращено. Однако во второй половине XX века итальянская фирма Fiocchi возобновила выпуск патронов 9 mm Steyr.
Сам патрон имеет гильзу цилиндрической формы с проточкой. Снаряжается оболочечной пулей весом 7.5 грамм (115 гран). При использовании 9 mm Steyr в пистолете Steyr M1911 (Steyr M1912) начальная скорость пули достигала 385 м/с, а дульная энергия - 430 Дж.
По своим размерам этот боеприпас был почти идентичен патрону 9x23 Bergmann-Bayard, однако пуля «штейра», как правило, имела стальную рубашку и более остроконечную головку, чем все остальные пули калибра 9 мм. 9x23 mm Steyr считается невзаимозаменяемым с 9x23 Bergmann-Bayard.
По производительности 9 mm Steyr близок к патрону .38 ACP и не имеет никакой связи с патроном 9x23mm Winchester, разработанным в 1990-х годах

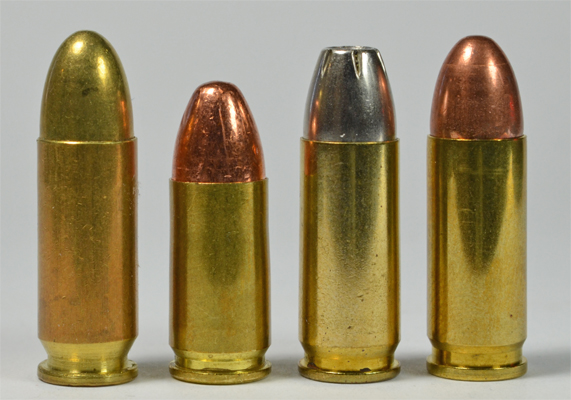
Слева направо: 9×23 мм Ларго, 9×19 мм Парабеллум, 9x23mm Winchester и 9×23mm Steyr.